# Ruan Lufei
Ruan Lufei (chin. 阮露斐; * 2. Oktober 1987 in Nanjing) ist eine chinesische Schachspielerin, die seit 2007 den Titel Großmeister der Frauen (WGM) trägt.

## Leben
Ruan Lufei absolvierte ein Studium des Rechnungswesens an Pekings Tsinghua-Universität. Seit 2010 ist sie für ein Promotionsstudium in Rechnungswesen an der Carnegie Mellon University in Pittsburgh. Trainiert wurde sie von Xu Jun.

## Erfolge
Für die Frauenweltmeisterschaft 2006 qualifizierte sie sich über ein chinesisches Zonenturnier. Sie schied in der zweiten Runde gegen Viktorija Čmilytė mit 2:4 aus, nachdem sie in der ersten Runde Lilit Mkrttschjan mit 2,5:1,5 ausgeschaltet hatte. Bei der asiatischen Fraueneinzelmeisterschaft 2007 wurde sie hinter Tania Sachdev punktgleich Zweite. Im April 2009 gewann sie ein Zonenturnier in Peking. Ihr größter Erfolg war ihr zweiter Platz bei der Frauenweltmeisterschaft im Dezember 2010 im türkischen Antakya. Nachdem sie im K.-o.-System Camilla Baginskaite (2,5:1,5), Zhang Xiaowen (3:1), die zu diesem Zeitpunkt amtierende Schachweltmeisterin Alexandra Kostenjuk (2,5:1,5), D. Harika (2,5:1,5) und Zhao Xue (2,5:1,5) ausgeschaltet hatte, verlor sie im Finale gegen Hou Yifan nach Tie-Break mit 5:3. Sie erzielte in Antakya eine Großmeister-Norm.
Am dritten Brett der chinesischen Nationalmannschaft gewann sie die Mannschaftsweltmeisterschaft der Frauen 2007, wobei sie noch zusätzlich eine Silbermedaille für ihr Ergebnis von 6 Punkten aus 7 Partien erhielt (Elo-Leistung 2625). Vereinsschach spielte sie in China von 2005 bis 2010 für die Mannschaft von Jiangsu.
Seit November 2007 trägt sie den Titel Großmeister der Frauen (WGM). Die Normen hierfür erzielte sie bei der chinesischen Mannschaftsmeisterschaft der Frauen 2004, dem Zonenturnier in Peking 2005 und der russischen Mannschaftsmeisterschaft der Frauen 2007, an der sie am dritten Brett der Mannschaft Academy Tomsk teilnahm.
Ihre Elo-Zahl beträgt 2491 (Stand: Februar 2023), damit wäre sie Fünfte der chinesischen Elo-Rangliste der Frauen und auf dem 16. Platz der Frauenweltrangliste, sie wird jedoch als inaktiv geführt, weil sie seit einem Turnier im August 2014 auf Hainan keine Elo-gewertete Partie mehr gespielt hat. Im Januar 2014 erreichte sie ihre höchste Elo-Zahl von 2503, ihre beste Weltranglistenposition war der 11. Platz im Januar 2008.